# オルタンシア・サーガ -蒼の騎士団-
『オルタンシア・サーガ -蒼の騎士団-』は、f4samuraiより配信されていたスマートフォン・タブレット向けゲームアプリ。2015年4月22日サービス開始。基本プレイ無料（アイテム課金制）。ジャンルはRPG。略称は「オルサガ」。
サービス開始当初はセガゲームス（後のセガ）による配信・運営が行われ、2020年11月1日より開発元であるf4samuraiへと移管された。
2021年2月1日よりセガとf4samuraiが監修・制作協力、中国のLongtu Gameが開発するフルリメイク作品『オルタンシア・サーガR』のサービスが開始。
2022年5月31日をもってサービスを終了。サービス終了後は「ユニット図鑑」と「エピソード」のみを閲覧可能としたメモリアルアプリが配信されている。リメイク版である『R』についても同年11月30日をもってサービスを終了した。

## 登場人物

### オルタンシア王国
主人公
声 - 細谷佳正/石飛恵里花〈幼少期）
オルタンシア王国オーベル領の領主である青年貴族。
テレビアニメ版での名前はアルフレッド・オーベル。
マリユス・カステレード
声 - 堀江由衣
主人公の従者である見習い騎士。
オルタンシア王の娘で王女マリエル。モーリスの提案で、自ら髪を切り名前や性別を偽わりアルフレッドやノンノリアにも秘密にしている。
マリエル・レ・オルタンシア
声 - 堀江由衣
オルタンシア王の娘、王女。
カメリアによる反乱の際、モーリスに連れられて戦火を逃れる。以降、追手から逃れるためマリユスと名乗り主人公と共に行動をしている。
モーリス・ボードレール
声 - 津田健次郎
主人公の叔父で、元・王国騎士団第三兵団隊長。義兄弟であるフェルナンド亡き後は主人公の育ての親となった。
3年前の反乱で右眼を負傷して以来、眼帯をしている。
ノンノリア・フォリー
声 - 上田麗奈
オーベル家のメイド。明るく素直だが、ドジな一面を持つ。
クー・モリモル
声 - 内田彩
本作のマスコットキャラ。オーベル家に使える使い魔。
デフロット・ダノワ
声 - 梅原裕一郎
ペタル村出身の賞金稼ぎで、のちに主人公の仲間になる。美女を見たら口説くのが礼儀だと考えるほどの女好き。
フェルナンド・オーベル
声 - 子安武人
主人公の父で、オーベル領の先代領主。3年前、レオン公の知らせで王都へ向かった際、反乱に巻き込まれて命を落とす。生前は温厚な性格と高い判断力で領民から信頼されていた。
アレクサンデル・ド・オルタンシア
声 - 矢野正明
3年前までオルタンシアの国家元首を務めていた人物。王妃エレアノール・レ・オルタンシア（声-井上喜久子）の死により精神を病んだことにより、国政に問題が生じ、最終的には属国であるカメリア公国の反乱を招き、その中で命を落とした。
シャルロ・ド・オルタンシア
声 - 沢城みゆき
オルタンシア王亡き後に即位した新国王。マリエルの弟。
ウィル
声 - 柿原徹也
オルタンシア王国オリヴィエ領にある教会の司祭で、第5章にて初登場を果たした。頭がよく、なかなか本心を見せないが、前司祭であるマティアスに尊敬の念を抱いている。
ギルバート
声 - 津田健次郎
元王国騎士団団長。第5章で初登場した際は、現役を引退して山奥の村で暮らしており、現役復帰に対して消極的な態度を見せた。
ジャンヌ
声 - 下田麻美
ある貴族の娘であり、兄の代わりに家督を継いでいる。第5章にて初登場を果たした。
エルザ
声 - 加隈亜衣
義勇軍リーダーで、第6章にて初登場を果たした。3年前に子爵だった父が教皇への反乱の末に処刑されたためすべてを失い、反教皇派を集めて義勇軍を結成した。
ジム
声 - 森川智之
ジェアン島出身の青年で、鷹のエデル号を連れている。自分たちの暮らしをよくするために義勇軍に参加した。第6章にて初登場を果たした。
マリー
声 - 伊藤静
ジムの幼馴染で、第6章にて初登場を果たした。もともとは捨て子で、マリーという名前は衣服に書かれていたものだった。現在は明るく陽気な性格だったが、ジムと出会うまでは陰気な少女だった。
ジムとともに義勇軍に参加した際、マリエル王女が消息不明となっていることを知り、その名前を騙った。
フレッド
声 - 花江夏樹
アーデルハイドの部下で、第6章にて初登場を果たした。大槍を持ち、重装備を身に着けていることから、完全防備のフレッドとあだ名がつけられているが、本人はあまり気にしていない。臆病な性格ゆえに自らの弱点を熟知しており、準備万端の状態で戦闘に臨む傾向にある。
ルナ
声 - 本多真梨子
魔法使いの少女で、第6章にて初登場を果たした。魔法使いとしては有能だが、体力が低いうえ、長年森の中で暮らしてきたため世間知らずである。
ロッテ
声 - 村川梨衣
ココン村出身の少女で、第7章にて初登場を果たした。
街道沿いの宿場町でウェイトレスとして働いていたが、故郷に関する悪いうわさや周囲の治安の悪化に心配が募り、ある事件をきっかけに村へ戻った。
シグマ
声 - 小林ゆう
黒い鎧を身にまとった騎士で、第7章にて初登場を果たした。
いきなり現れて困っている人を助ける姿が目撃されており、何十年も前から容姿が変わっていないこともあって、謎に満ちている。
アデル
声 - 森川智之
オルタンシア正教会の元司祭で、第7章にて初登場を果たした。ペタル村へ石皮病の治療のため派遣されたが、住民を見捨てて消息を絶った。その後、反教会派の人間として世に姿を現した。
セシル
声 - 梶裕貴
マリユスの顔見知り。文武両道で性格も高潔だが、ある事情からマリユスに騎士団入りを猛反対されている。
レオン・D・オリヴィエ
声 - 柿原徹也
オリヴィエ公国当主で、ルギスとフェルナンドの親友にあたる。
アーデルハイド・オリヴィエ
声 - 小林ゆう
レオンの養女である騎士で、第5章にて初登場を果たした。
デュケーヌ
声 - 田中理恵
オルタンシア王国にあるフェールトゥール監獄の懲罰房「モンスターケイブ」の看守で、第8章にて初登場を果たした。
幼少時のある経験が原因でサディストなっている。
シーラ
声 - 茅野愛衣
槍使いの少女で、第8章にて初登場を果たした。無限の可能性を秘めている一方、純粋な性格ゆえ騙されやすい。胸の大きさを気にしているため、貧乳と呼ばれると憤慨する。
ガット
声 - 田村睦心
鎧を着た少年で、第8章にて初登場を果たした。ロバートと名付けた鉄兜を愛用しており、常に"彼"と会話している。気弱な性格ながらも戦場では実績があるが、ガット自身はロバートの声に従っているだけだと話している。
アンネ
声 - 小松未可子
ルスルスの町に住む大魔法使いマクシミリアンの孫娘兼助手で、第8章にて初登場を果たした。変人扱いされて孤立する祖父を見かねた両親からの頼みで、祖父の身の回りの世話もこなしている。
イザベラ
声 - 伊藤静
第9章にて初登場した女傭兵。あらゆる策や罠を本能と勘と勢いだけで強行破壊してしまうため、スタンピードの異名を持つ。
ルーカン
声 - 櫻井孝宏
監獄の警備隊長で、第9章にて初登場した。かつては王国騎士団の若手実力派だったが、王国が崩壊の危機に立たされたことにより失望し、騎士団を去ったという経緯を持つ。
カリーネ
声 - 佐倉綾音
魔法使いの少女で、第9章にて初登場を果たした。得意分野が回復魔法であることと、清楚な見た目と穏やかな性格から癒し系とみなされやすいが、実際はあり余る怪力に悩んでいる。
パスカル
声 - 関智一
第9章にて、監獄から逃げてきた主人公たちと共闘することとなった元狩人。恋人を魔女狩りで失った原因は自分にもあるという罪の意識に苦しみつつも、その復讐に身を投じてきた。
ジルベール
声 - 斎賀みつき
オリヴィエ領一の敏腕商人で、常に黄金の小さな像を持ち歩いている。第10章にて初登場を果たした。
シルビオ
声 - 上田燿司
第10章にて初登場を果たした槍使い。槍使いとしての才能は高いが、放浪が性に合っていると考えており、金が尽いては傭兵になり、金が貯まってはどこかへ行くというライフスタイルを送っている。口の悪さからガサツな人物のようにも見えるが、実際は正義感が強く弱者の庇護も考えている。
モーニカ
声 - 松井恵理子
第10章にて初登場を果たした女傭兵。大型ハンマーを得物とするほどの怪力の持ち主で、大飯食らいという体質を生かして大食い大会に度々参加している。その一方、自らの体質で周囲がひいてしまうことに対して、居場所がないと思っている。
ラクロワ
声 - 阿澄佳奈
第10章にて初登場を果たした薬売りの少女。彼女の販売している薬は国内で流通しているものとは異なるため、魔女の嫌疑をかけられることがある。普段は声をかけられると驚くほど気弱だが、たまに前髪に隠れた目が鋭く光ることもある。
カルディナ
声 - 関根明良
聖王歴767年12月5日、王都でのルギス公反乱で唯一の肉親だった兄を亡くし、自身も頬に傷を負ったことでカメリア軍へ強い復讐心を抱いた槍使いの少女。大人しく、引っ込み思案な性格をしている。主人公の初陣期より傭兵としてオーベル騎士団に所属している。聖王歴774年4月、シャルロ国王の警護を任された際にそこで亡くなったはずの兄、ケルヴィンとの再会を果たす。誕生日は12月5日。

### カメリア公国
ルギス・F・カメリア
声 - 乃村健次
オルタンシア王国の属国であるカメリア公国の当主。かつてはその勇猛さから人狼公の異名を持ち、オルタンシア王国の国防を担ってきたが、オルタンシア王の変貌をきっかけに王国に対して反乱を起こす。
ロイ・バッシュロ
声 - 江口拓也
カメリア公国騎士団総隊長で、主人公とはライバル関係にある。かつてはオルタンシア王国神殿騎士の一人だったが、オルタンシア伝一部開始から4年前、ある理由で命を奪われそうになっていたところをカメリア大公ルギスに救われ、以後忠誠を誓う相手を神からルギスに乗り換えた。

## 用語
オルタンシア王国
本作の舞台となる王国。国民の8割は城下町に住んでいる。
ペタル村
デフロットの出身地である辺境の農村。3年前、魔女の災厄と呼ばれた奇病・石皮病の蔓延により廃村となった。
ココン村
ペタル村の近くにある村。薬草栽培がさかんで、医療技術も発展している。
カメリア公国
ルギスが大公として君臨している。オルタンシア王国と敵対している。オリヴィエ王国を攻めるも、落とすことは出来なかった。
オリヴィエ公国
オルタンシア王国の属国の一つだったが、3年前にルギスが起こした反乱により最終的にはオルタンシア王国に併合された。

## 関連商品
- CD
  - オルタンシア・サーガ -蒼の騎士団- オリジナル・サウンドトラック（2018年4月21日発売）
- 書籍
  - オルタンシア・サーガ -蒼の騎士団- 公式ビジュアルファンブック（2016年3月2日発売、一迅社、ISBN 978-4-7580-1486-1）
  - オルタンシア・サーガ -蒼の騎士団- 公式ビジュアルファンブック 2（2017年2月16日発売、一迅社、ISBN 978-4-7580-1536-3）

## 小説
和智正喜の著によるノベライズ作品が、『富士見ドラゴンブック』（KADOKAWA）にて2017年3月18日に発売された。
- 2017年3月18日発売、ISBN 978-4-04-072104-0

## 漫画
『オルタンシア・サーガ』のタイトルで、彭傑＆正璽の作画によるコミカライズ作品が、『月刊コミックアライブ』（KADOKAWA）にて2020年5月号から2021年1月号まで連載された。
- 第1巻　2020年12月23日発売、ISBN 978-4-04-064706-7
- 第2巻　2021年1月21日発売、ISBN 978-4-04-680140-1

## テレビアニメ
『オルタンシア・サーガ』のタイトルで2021年1月から3月にかけてTOKYO MXほかにて放送された。ナレーションは宮園拓夢。

### スタッフ
- 原作 - 『オルタンシア・サーガ -蒼の騎士団-』[7]
- 監督 - 西片康人[7]
- 助監督 - 石郷岡範和[9]
- シリーズ構成 - 池田臨太郎[7]
- キャラクターデザイン - 小野田貴之[7]
- サブキャラクターデザイン - 本多弘幸[9]、渡邊和夫
- プロップデザイン - 村松尚雄
- モンスターデザイン - 須永頼太
- モンスターデザイン・武装設定 - 衛藤誠
- 美術監督 - 金井眞悟[9]
- 美術設定 - 成田偉保[9]
- 色彩設計 - 篠原愛子[9]
- 3DCGディレクター - 伊藤仁美[9]
- 撮影監督 - 山本弥芳[9]
- 編集 - 長谷川舞[9]
- 音響監督 - 関智寛[9]
- 音楽 - ZENTA[7]
- 音楽プロデューサー - 佐藤允紀[7]
- 音楽制作 - f4music
- プロデューサー - 佐藤允紀、中山信宏
- アニメーション制作 - ライデンフィルム[10]
- 製作 - オルタンシア・サーガ製作委員会

### 主題歌
「LEADER」
MY FIRST STORYによるオープニングテーマ。作詞はHiro、作曲はSho。
「夜想と白昼夢」
まふまふによるエンディングテーマ。まふまふ自身の作詞・作曲・編曲による。
「VEIL」
マリエル・レ・オルタンシア（堀江由衣）による第8話エンディングテーマ。作詞は土橋亜希、作曲はZENTA。

### 各話リスト
| 話数   | サブタイトル                  | 脚本       | 絵コンテ          | 演出            | 作画監督 | 総作画監督                   | 初放送日      |
| ------ | ----------------------------- | ---------- | ----------------- | --------------- | --- | ---------------------------- | ------------- |
| 第1章  | 覚悟 〜カメリアとの戦い〜     | 池田臨太郎 | 斗万旦一          | 川久保圭史      | 本多弘幸 今岡大 山口光紀 山村俊了                                                                                | 小野田貴之                   | 2021年 1月7日 |
| 第2章  | 記憶 〜マゴニアの伝承〜       | 池田臨太郎 | 斗万旦一          | 石井輝          | 松本淑恵 栗原基彦 吉岡勝 青野厚司                                                                                | 小野田貴之                   | 1月14日       |
| 第3章  | 鎮魂 〜隔離された村へ〜       | 佐藤裕     | 石郷岡範和        | 石郷岡範和      | 内藤伊之介 鵜池一馬 前原薫 岡田正和 小川一郎                                                                     | 前原薫                       | 1月21日       |
| 第4章  | 急転 〜混迷への序曲〜         | 宮尾百合香 | 工藤進 青柳隆平   | 久保太郎        | 門智昭 青野厚司 吉岡勝 石川慎亮                                                                                  | 小野田貴之                   | 1月28日       |
| 第5章  | 衝突 〜守られるもの〜         | 池田臨太郎 | 坂田純一          | 木村寛          | 山口光紀 原田峰文 山村俊了 森悦史 今岡大 日根野優子 坪田慎太郎 本多弘幸 渡邊和夫                                 | 渡邊和夫 本多弘幸            | 2月4日        |
| 第6章  | 真偽 〜王女の重み〜           | 宮尾百合香 | 髙田昌豊          | 髙田昌豊        | 松本淑恵 栗原基彦 Son kil yung Kim dae jung Park mi hyun                                                         | 前原薫                       | 2月11日       |
| 第7章  | 窮地 〜暴かれた真実〜         | 佐藤裕     | 伊藤達文          | 川久保圭史      | 岡田正和 小川一郎 内藤伊之介 西道拓哉 鵜池一馬 Lee Seunghui Shin Hyeon                                           | 小野田貴之 渡邊和夫 北原広大 | 2月18日       |
| 第8章  | 灯火 〜王女の帰還〜           | 池田臨太郎 | 坂田純一 青柳隆平 | 飛田剛          | 今里佳子 吉岡勝 川森昇 ユキシズク 嘉村弘之 河村涼子 及川博史 原田峰文 丸山翔子                                   | 本多弘幸 小野田貴之          | 2月25日       |
| 第9章  | 魔女 〜過去への試練〜         | 宮尾百合香 | 坂田純一          | 中邑正          | 松本淑恵 小川一郎 吉野麦 鎌田均 前原薫 Son kil yung Kim dae jung Park mi hyun Oh yang hyun                       | 前原薫 北原広大              | 3月4日        |
| 第10章 | 決戦 〜解放への行軍〜         | 佐藤裕     | 駒田由貴          | 駒田由貴        | 西道拓哉 内藤伊之介 栗原基彦 池田志乃 岡田正和                                                                   | 渡邊和夫                     | 3月11日       |
| 第11章 | 攻防 〜信念の果てに〜         | 池田臨太郎 | 川畑喬            | 久保太郎 角谷理 | 今里佳子 柑原豆真 河村涼子 後藤孝宏 前原薫 吉岡勝 吉野麦 ユキシズク                                              | 小野田貴之 本多弘幸          | 3月18日       |
| 第12章 | 約束 〜もう一度、夕日の丘で〜 | 池田臨太郎 | 寺東克己          | 川久保圭史      | 吉野麦 吉岡勝 及川博史 川岸隆太 藤田正幸 後藤孝宏 内藤伊之介 前原薫 栗原基彦 今里佳子 柑原豆真 SPJ Kim Jeong Lim | 小野田貴之 本多弘幸          | 3月25日       |

### 放送局
| 放送期間                | 放送時間                     | 放送局       | 対象地域   | 備考                      |
| ----------------------- | ---------------------------- | ------------ | ---------- | ------------------------- |
| 2021年1月7日 - 3月25日  | 木曜 0:30 - 1:00（水曜深夜） | TOKYO MX     | 東京都     |                           |
|                         |                              | BS11         | 日本全域   | BS放送 / 『ANIME+』枠     |
|                         |                              | 群馬テレビ   | 群馬県     |                           |
|                         |                              | とちぎテレビ | 栃木県     |                           |
|                         | 木曜 2:35 - 3:05（水曜深夜） | CBCテレビ    | 中京広域圏 |                           |
| 2021年1月11日 - 3月29日 | 月曜 23:00 - 23:30           | AT-X         | 日本全域   | CS放送 / リピート放送あり |
| 2021年1月12日 - 3月30日 | 火曜 2:29 - 2:59（月曜深夜） | 読売テレビ   | 近畿広域圏 | 『MANPA』第2部            |

| 配信開始日   | 配信時間                   | 配信サイト |
| ------------ | -------------------------- | --- |
| 2021年1月7日 | 木曜 0:30（水曜深夜） 更新 | dアニメストア（本店・ニコニコ支店・for Prime Video） |
| 2021年1月9日 | 土曜 12:00 更新            | ABEMA niconico GYAO! アニメ放題 ひかりTV Amazonプライム・ビデオ バンダイチャンネル Hulu J:COMオンデマンド TELASA TSUTAYA TV ビデオマーケット DMM.com music.jp FOD U-NEXT |
|              | 土曜 22:30 - 23:00         | ニコニコ生放送 |

### BD / DVD
| 巻 | 発売日        | 収録話         | 規格品番     | 規格品番     |
| 巻 | 発売日        | 収録話         | BD限定版     | DVD限定版    |
| -- | ------------- | -------------- | ------------ | ------------ |
| 上 | 2021年3月17日 | 第1話 - 第4話  | ANZX-13211/2 | ANZB-13211/2 |
| 中 | 2021年4月28日 | 第5話 - 第8話  | ANZX-13213/4 | ANZB-13213/4 |
| 下 | 2021年5月26日 | 第9話 - 第12話 | ANZX-13215/6 | ANZB-13215/6 |